# Mesquita Azul

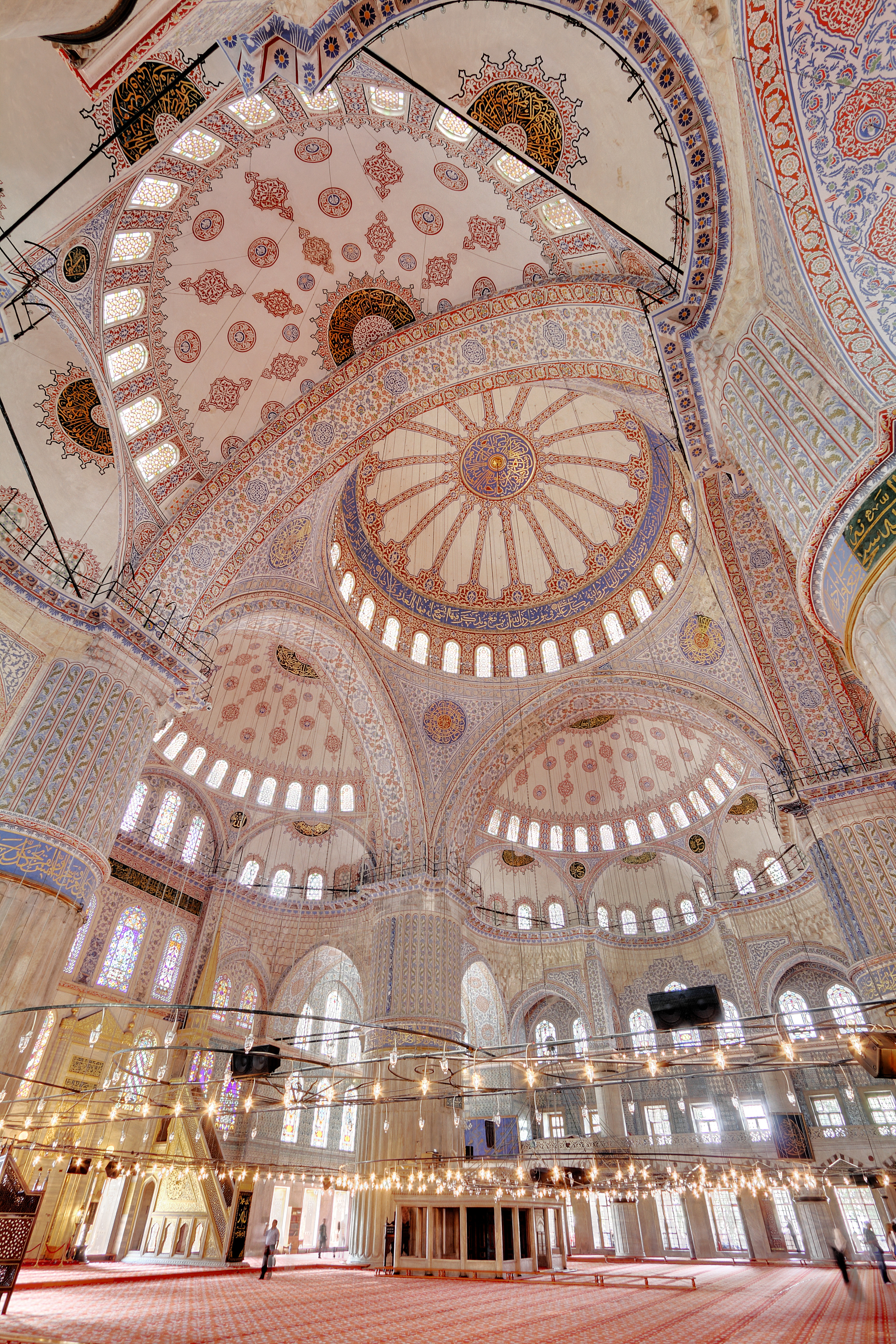
O interior da mesquita

A Mesquita do Sultão Ahmed (em turco: Sultanahmet Camii), também conhecida como Mesquita Azul, é uma mesquita otomana de Istambul, Turquia. Foi construída entre 1609 e 1616 e está situada na Praça Sultanahmet, no distrito de Fatih, em frente da Basílica de Santa Sofia, da qual se encontra separada por um espaço ajardinado. É uma das 5 mesquitas da Turquia que possui seis minaretes.
A Mesquita Azul é um triunfo em harmonia, proporção e elegância. Construída em um estilo clássico otomano, o seu magnífico exterior não faz sombra a seu suntuoso interior. Uma verdadeira sinfonia de belos azulejos azuis de İznik dão a este espaço uma atmosfera muito especial. A mesquita ocupa uma parte da área outrora ocupada pelo Grande Palácio de Constantinopla, a residência dos imperadores bizantinos entre 330 e 1081. Em 1606 o sultão Amade I quis construir uma mesquita maior, mais imponente e mais bonita do que Santa Sofia. O edifício tem 43 metros de altura.
As mesquitas geralmente eram construídas com um intuito de serviço público. A  külliye da Mesquita Azul inclui ou incluiu  uma madraça, um hamame, uma cozinha que fornecia sopa aos pobres e lojas (o Bazar Arasta), cujas rendas se destinam a financiar o complexo.
A mesquita foi revestida com azulejos sobretudo azuis e possui ricos vitrais também do mesmo tom. Não há figuras no interior da mesquita pois os muçulmanos não cultuam imagens. Ao entrar na mesquita é necessário tirar os sapatos. Calções, bermudas, minissaias ou camisetas sem mangas não são recomendados. Funcionários da mesquita fornecem uma espécie de canga para cobrir as partes do corpo que segundo as regras islâmicas não devem ser ser expostas num espaço sagrado.